# Mette
Als Mette bezeichnet man einen nächtlichen oder frühmorgendlichen Gottesdienst in der christlichen Liturgie. Der Begriff leitet sich her von der Matutin, dem nächtlichen Teil des kirchlichen Stundengebets, auch Vigil (lat. vigilare „wachen“) oder Nachtoffizium genannt. Gefeiert wird die Matutin zwischen Mitternacht und dem frühen Morgen. Das Wort kommt von lat. (hora) matutina = Morgenstunde, dies von der altitalischen Mater Matuta „Mutter der Frühe“.
Die Christmette, die mitternächtliche heilige Messe an Weihnachten, ist durch das Zusammenwachsen der Matutin der Christnacht mit der ersten heiligen Messe des Weihnachtsfestes entstanden. Von dort ging die Bezeichnung Mette dann auch auf andere nächtliche Gottesdienste über, weshalb die Feier der Osternacht gelegentlich auch als Ostervigil oder als Ostermette bezeichnet wird.
Die Matutinen im Triduum Sacrum, die frühmorgens an den Kartagen gehalten werden, werden Karmetten oder Trauermetten genannt.